# Thescelosaurus
Thescelosaurus a fost un dinozaur din perioada cretacicului.
Primele resturi fosile de Thescelosaurus au fost descoperite în 1891, dar au fost depozitate într-o ladă și nu au fost băgate în seamă timp de peste 20 de ani, după care au fost studiate și au primit numele Thescelosaurus neglectus („Thescelosaurus” însemnând „șopârlă minunată”, iar „neglectus” înseamnă „ignorată”).
În anul 2000 experții din Carolina de Nord, SUA au prezentat cel mai complet schelet de Thescelosaurus, l-au botezat Willo și au susținut că are inimă. Inimile se fosilizează extrem de rar pentru că sunt făcute din țesut moale; ulterior specialiștii au considerat că inima descoperită nu este decât o bucată de rocă formată în timpul fosilizării.
Femurul de Thescelosaurus era mai lung decât fibula, dinții din față mici sugerau că animalul ar fi putut fi omnivor.